# Peraceras
A Peraceras az emlősök (Mammalia) osztályának páratlanujjú patások (Perissodactyla) rendjébe, ezen belül az orrszarvúfélék (Rhinocerotidae) családjába tartozó fosszilis nem.

## Tudnivalók
A Peraceras csak Észak-Amerika területén élt, a miocén kor elején és közepén, vagyis 20,6-10,3 millió évvel ezelőtt. Körülbelül 10,3 millió évig maradt fent.

## Rendszertani besorolása
A Peracerasnak Cope adta a nevét, 1880-ban. Ugyanabban az évben Cope az orrszarvúfélék családjába helyezte az állatot; 1988-ban Carroll megerősítette az állat ide való tartozását. 1998-ban Prothero a családon belül az Aceratheriinae alcsaládba sorolta a Peracerast. Típusfaja a Peraceras superciliosum.

## Rendszerezés
A nembe az alábbi fajok tartoztak:
- Peraceras hessei
- Peraceras profectum - szinonimák: Aphelops montanus, Diceratherium jamberi
- Peraceras superciliosum típusfaj - szinonimák: Aphelops ceratorhinus, Peraceras troxelli, Rhinoceros crassus

## Tömege
M. Mendoza, C. M. Janis, P. Palmqvist, M. Fortelius és J. Kappelman 4 Peraceras példánynak próbálták megállapítani a testtömegét. A következő eredményeket kapták:
- 1. példány: 98,7 kg.
- 2. példány: 315,7 kg.
- 3. példány: 408,6 kg.
- 4. példány: 121,7 kg.

## Fordítás
- Ez a szócikk részben vagy egészben  a   Peraceras című angol Wikipédia-szócikk fordításán alapul.  Az eredeti cikk szerkesztőit annak laptörténete sorolja fel. Ez a jelzés csupán a megfogalmazás eredetét és a szerzői jogokat jelzi, nem szolgál a cikkben szereplő információk forrásmegjelöléseként.